# Cryptopygoplus
Cryptopygoplus is een geslacht van hooiwagens uit de familie Assamiidae.
De wetenschappelijke naam Cryptopygoplus is voor het eerst geldig gepubliceerd door Lawrence in 1931. 

## Soorten
Cryptopygoplus omvat de volgende 3 soorten:
- Cryptopygoplus africanus
- Cryptopygoplus damaranus
- Cryptopygoplus rhodesianus